# Xylophanes turbata
Espèce
Xylophanes turbata est une espèce de lépidoptères de la famille des Sphingidae, de la sous-famille des Macroglossinae, tribu des Macroglossini, sous-tribu des Choerocampina, et du genre Xylophanes.

## Description
L'envergure de l'imago varie de 62 à 63 mm. La face dorsale de l'aile antérieure est similaire à celle de Xylophanes tersa tersa mais diffère par les quatre lignes postmédianes qui convergent toutes à l'apex. Les première et deuxième bandes postmédianes sont égales en intensité et plus fortes que les troisième et quatrième lignes. La cinquième ligne postmédiane est faiblement marquée. Près de la petite tache discale on trouve deux tirets courts et diffus. La face dorsale de l'aile postérieure est brun foncé et la bande médiane de couleur chamois diffuse.

## Biologie
Il y a une génération par an, avec des imagos qui volent de mai à juillet au Costa Rica.
Les larves se nourrissent sur Hamelia patens et Psychotria microdon et sur d'autres espèces de Rubiaceae. Les premiers stades sont généralement verts, mais il y a des formes vert sombre dans le stade final.

## Distribution et habitat
Distribution
L'espèce est connue au Mexique au Nicaragua et au Costa Rica.

## Systématique
L'espèce Xylophanes turbata a été décrite par l'entomologiste américain Henry Edwards en 1887, sous le nom initial de Chaerocampa turbata.
- La localité type est le Mexique.

### Synonymie
- Chaerocampa turbata H.Edwards, 1887 Protonyme